# Copidapha
Copidapha (лат.) — род слепней из подсемейства Pangoniinae, распространённый в Австралии и на Новой Гвинее.

## Внешнее строение
Длина тела имаго от 9 до 16 мм. Глаза в волосках, иногда очень редких и коротких. У самцов глаза соприкасаются, у самок — разделены лобной полоской. Хоботок длинный и тонкий. Лицо выпуклое. Первые два членика усиков короткие. Третий членик длинный, отчётливо разделён на восемь сегментов. Щупики обычно длинные, по длине равны третьему членику усика, редко короткие. Среднеспинка у большинства видов с заметными продольными полосками, редко без них. Крылья с тёмными перевязями и пятнами. Брюшко овальное или округлое, на конце сужено.

## Биология
Самки питаются нектаром и кровью млекопитающих. На человека нападают виды Copidapha georgii, Copidapha gemina, Copidapha regisgeorgii, Copidapha xanthopilis, Copidapha concolor и Copidapha neoconcolor. Посещают цветки тонкосемянника и эвкалипта. Личинки развиваются в почве.

## Систематика
В мировой фауне 43 вида.
- Copidapha albibarba (Schuurmans Stekhoven, 1926)
- Copidapha aureohirta (Ricardo, 1900)
- Copidapha auripilosa (Oldroyd, 1947)
- Copidapha auripleura (Taylor, 1917)
- Copidapha baylessi Lessard in Lessard & Yeates, 2012)
- Copidapha bernhardi (Oldroyd, 1947)
- Copidapha bicolorata (Taylor, 1918)
- Copidapha calabyi (Mackerras, 1960)
- Copidapha caliginosa (Walker, 1865)
- Copidapha casseli Lessard in Lessard & Yeates, 2012)
- Copidapha clavata (Macquart, 1837)
- Copidapha concolor (Walker, 1850)
- Copidapha flavibarbis (Oldroyd, 1949)
- Copidapha floccosa (Oldroyd, 1947)
- Copidapha gemina (Walker, 1848)
- Copidapha georgii (Taylor, 1918)
- Copidapha guttipennis (Ferguson, 1924)
- Copidapha ianthina (White, 1915)
- Copidapha insularis (Oldroyd, 1947)
- Copidapha lasiophthalma (Macquart, 1834)
- Copidapha leonina (Oldroyd, 1947)
- Copidapha mackerrasi Lessard in Lessard & Yeates, 2012)
- Copidapha maculiventris (Westwood, 1835e)
- Copidapha moritae Lessard in Lessard & Yeates, 2012)
- Copidapha neoconcolor (Mackerras, 1960)
- Copidapha neotricolor (Taylor, 1918)
- Copidapha novaeguineensis (Ricardo, 1913)
- Copidapha occidentalis (Mackerras, 1960)
- Copidapha orientalis (Mackerras, 1960)
- Copidapha quadrimacula (Walker, 1848)
- Copidapha regisgeorgii (Taylor, 1918)
- Copidapha roei (Macleay, 1826)
- Copidapha rufonigra (Ferguson, 1921)
- Copidapha subappendiculata (Macquart, 1850)
- Copidapha subcontigua (Ferguson, 1921)
- Copidapha taylori (Oldroyd, 1947)
- Copidapha testaceomaculata (Macquart, 1850)
- Copidapha turcatelae (Lessard in Lessard & Yeates, 2012)
- Copidapha turneri (Lessard in Lessard & Yeates, 2012)
- Copidapha unilineata (Oldroyd, 1947)
- Copidapha vicina (Taylor, 1918)
- Copidapha wiegmanni (Lessard in Lessard & Yeates, 2012)
- Copidapha xanthopilis (Ferguson, 1921)

## Распространение
Большинство видов рода распространены на восточном побережье Австрали. По одному виду отмечено в центральной Австралии и Тасмании. 11 видов встречаются в высокогорных районах на острове Новая Гвинея.